# Franz Anton Hoffmeister

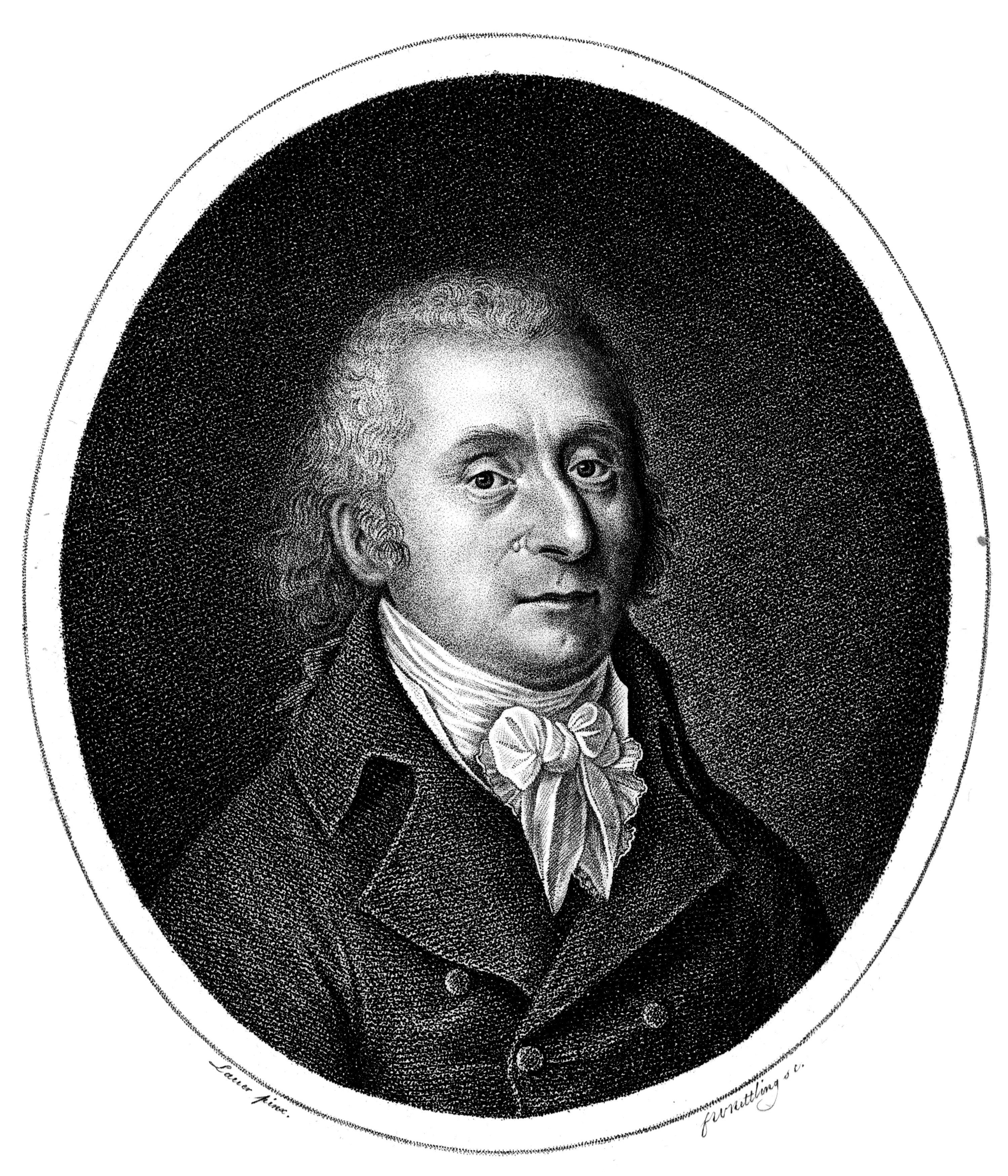
Franz Anton Hoffmeister nach Nikolaus Lauer

Franz Anton Hoffmeister (getauft 27. Oktober 1754 in Rottenburg am Neckar, damals Vorderösterreich; † 9. Februar 1812 in Wien) war ein deutscher Komponist und Musikverleger.

## Leben
Als achtes von insgesamt elf Kindern von Martin Hoffmeister und Regina, geborene Nadler, wuchs Franz Anton bis zum vierzehnten Lebensjahr in Rottenburg auf. Dann ging er nach Wien und wurde dort nach juristischen und musikalischen Studien Organist. Zugleich betätigte er sich als Verleger. 1800 gründete er mit Ambrosius Kühnel in Leipzig das Bureau de musique, das heute noch als Verlag C. F. Peters existiert. 1805 schied er aus und kehrte nach Wien zurück.
In seinem Verlag veröffentlichte er neben eigenen Kompositionen auch Werke von Ignaz Pleyel, Johann Baptist Vanhal, Pavel Vranický, Joseph Haydn, Wolfgang Amadeus Mozart und Ludwig van Beethoven. Beethoven, dessen berühmte Sonate Pathétique op. 13 Hoffmeister als Erster verlegte, nannte ihn einmal einen „Bruder in der Tonkunst“. Sein persönlicher Freund Mozart, dessen Klavierquartett KV 478 zuerst bei ihm verlegt wurde, schätzte ihn sehr, ersuchte Hoffmeister hin und wieder um Vorschuss und widmete ihm gar ein „Hoffmeister-Quartett“ KV 499. Haydn, dessen Kammermusiken er ebenfalls verlegte, wurde von Hoffmeister in einem Brief an dessen Kompagnon gar ein „geiziger Character“ genannt.
Außer der Tätigkeit als Verleger und Musikalienhändler komponierte Hoffmeister neun Opern, darunter Der Königssohn von Ithaka (1795), Telemach, Rosalinde mit dem Text von Emanuel Schikaneder, fast siebzig Sinfonien, 42 Streichquartette, viele Serenaden, Instrumentalkonzerte und unzählige Kammermusiken in allen denkbaren und manch ausgefallenen Besetzungen, sowie einige weltliche und geistliche Vokalkompositionen. Das bekannte Konzert für Viola und Orchester in D-Dur ist bis heute Pflichtstück für Bratscher, die für ein professionelles Orchester vorspielen möchten. Neben diesem Konzert sind Kompositionen Hoffmeisters im Standardrepertoire bei Flötisten und Klarinettisten und bei vielerlei Besetzungen im Bereich der Kammermusik.
Insgesamt ist Franz Anton Hoffmeister als einer der bemerkenswertesten, geschicktesten und produktivsten Komponisten gehobener, kunstvoller Unterhaltungsmusik seiner Zeit zu sehen. Seine Werke fanden beim zeitgenössischen Publikum großen Anklang. Er gehörte zu jenen guten Komponisten, die das damalige dichte Musikleben mit Literatur versorgten, deren Stil dem der „galanten“, „empfindsamen“ Epoche, dem Rokoko, angehörte und damals sehr verbreitet war.

## Werke (Auswahl)

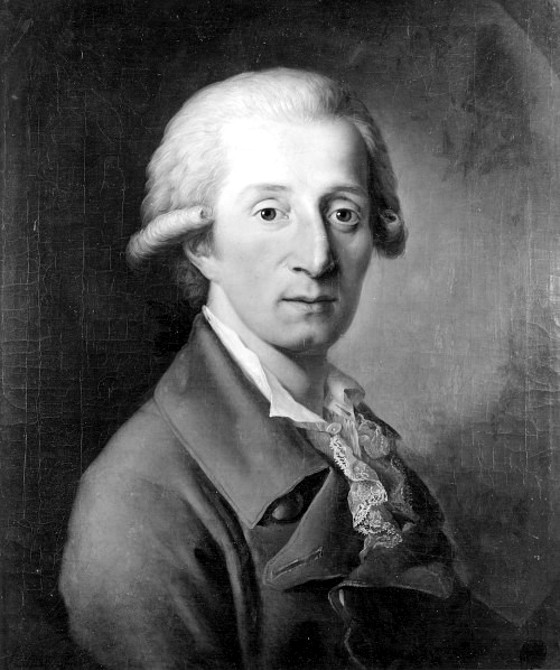
Der 30-jährige Hoffmeister in Wien, gemalt von Christian Ludwig Seehas

- op.  5; 3 konzertante Duos op. 5 für Violine und Violoncello
- op.  7; 3 Duos für Violine und Viola
- op.  8; Flötensonate
- op. 11 Nr. 3; Flötensonate
- op. 13; Flötensonate
- op. 14 (?); Grande Symphonie
- op. 14 (?); Flötensonate
- op. 14 Nr. 1 (?); Flötensonate
- op. 14 Nr. 1 (?); Streichquartett F-Dur
- op. 14 Nr. 2; Streichquartett B-Dur
- op. 14 Nr. 3; Streichquartett d-moll
- op. 15; Flötensonate
- op. 17; Flötensonate
- op. 19; 6 Duos für Violine und Viola
- op. 20; 6 Quartette für Violine, 2 Violen und Violoncello
- op. 27; 2 Quartette für Flöte und Streichtrio
- op. 30; 3 Duos für 2 Flöten
- op. 31; 6 Trios für 2 Flöten und Violoncello
- op. 35 (?); 2 Quintette für Flöte, Violine, 2 Violen und Violoncello
- op. 35 (?); Prélude ou Exercise für Flöte solo
- op. 38; 3 Duos für Flöte und Oboe (oder Violine)
- op. 49 (?); 6 Duos für 2 Flöten
- op. 49 (?); Sonate B-Dur Nr. 2 für 2 Querflöten
- op. 51; 6 Duos für 2 Flöten
- 12 Etüden für Viola solo
- Sinfonia Concertante für Klarinette, Fagott und Orchester B-Dur
- Sinfonia Concertante für Viola, Kontrabass und Orchester D-Dur
- Terzetto D-Dur für 3 Flöten
- Terzetto D-Dur für Flöte, Viola und Violoncello
- Cassation F-Dur für Violine oder Flöte, Oboe, Viola, 2 Hörner und Fagott
- Notturno B-Dur für Flöte, 2 Hörner und Streichtrio
- 3 konzertante Duos für Flöte und Viola
- 3 leichte Trios für 2 Violinen und Violoncello
- 3 leichte Trios für Flöte, Violine und Violoncello
- Konzert D-Dur für Viola und Orchester
- Konzert für Kontrabass Nr. 1 in D-Dur
- Konzert für Kontrabass Nr. 2 in D-Dur
- Konzert für Kontrabass Nr. 3 in D-Dur
- Konzert B-Dur für Klarinette und Orchester
- Konzert Es-Dur für 2 Klarinetten und Orchester
- 3 Konzerte für Horn (D-Dur [1782], Dis-Dur, E-Dur)
- 3 Konzerte für 2 Hörner
- Konzert für 3 Hörner
- Variations sur airs et thèmes d'Haydn et Mozart für Flöte solo
- Variations Pour le Clavecin ou Forte-piano Es-Dur, Wien, ca. 1787/88

## Diskografie
- Mozart, Hoffmeister – Arthur Grumiaux, Arrigo Pelliccia – Duos für Violine und Viola – Philips[1]
- Franz Anton Hoffmeister, Wilhelm Neuhaus, Hans-Jürgen Möhring, Kölner Kammerorchester, Helmut Müller-Brühl – Klavierkonzert in D-Dur, Op. 24 / Flötenkonzert in D-Dur – Musical Heritage Society[2]
- Hoffmeister | Stamitz | Benda – Maxence Larrieu, Hans Stadlmair, Münchener Kammerorchester – Die Konzerte von Hoffmeister, Stamitz und Benda – Barclay[3]
- Theodor von Schacht, Franz Anton Hoffmeister, Dieter Klöcker – Klarinettenkonzerte – Acanta[4]
- Sergei Nakariakov – Haydn, Hoffmeister, Mendelssohn – Trompetenkonzerte – Teldec[5]
- Hoffmeister, Lebrun, Fiala und Koželuh – Albrecht Mayer, Kammerakademie Potsdam – Deutsche Grammophon[6]
- Franz Anton Hoffmeister: 12 Etüden für Viola – Marco Misciagna, Bratsche – MM18[7]